# Andaspis schimae
Andaspis schimae är en insektsart som beskrevs av Tang 1986. Andaspis schimae ingår i släktet Andaspis och familjen pansarsköldlöss. Inga underarter finns listade i Catalogue of Life.